# Дідрик фіолетовий
Ді́дрик фіолетовий (Chrysococcyx xanthorhynchus) — вид зозулеподібних птахів родини зозулевих (Cuculidae). Мешкає в Південно-Східній Азії.

## Опис

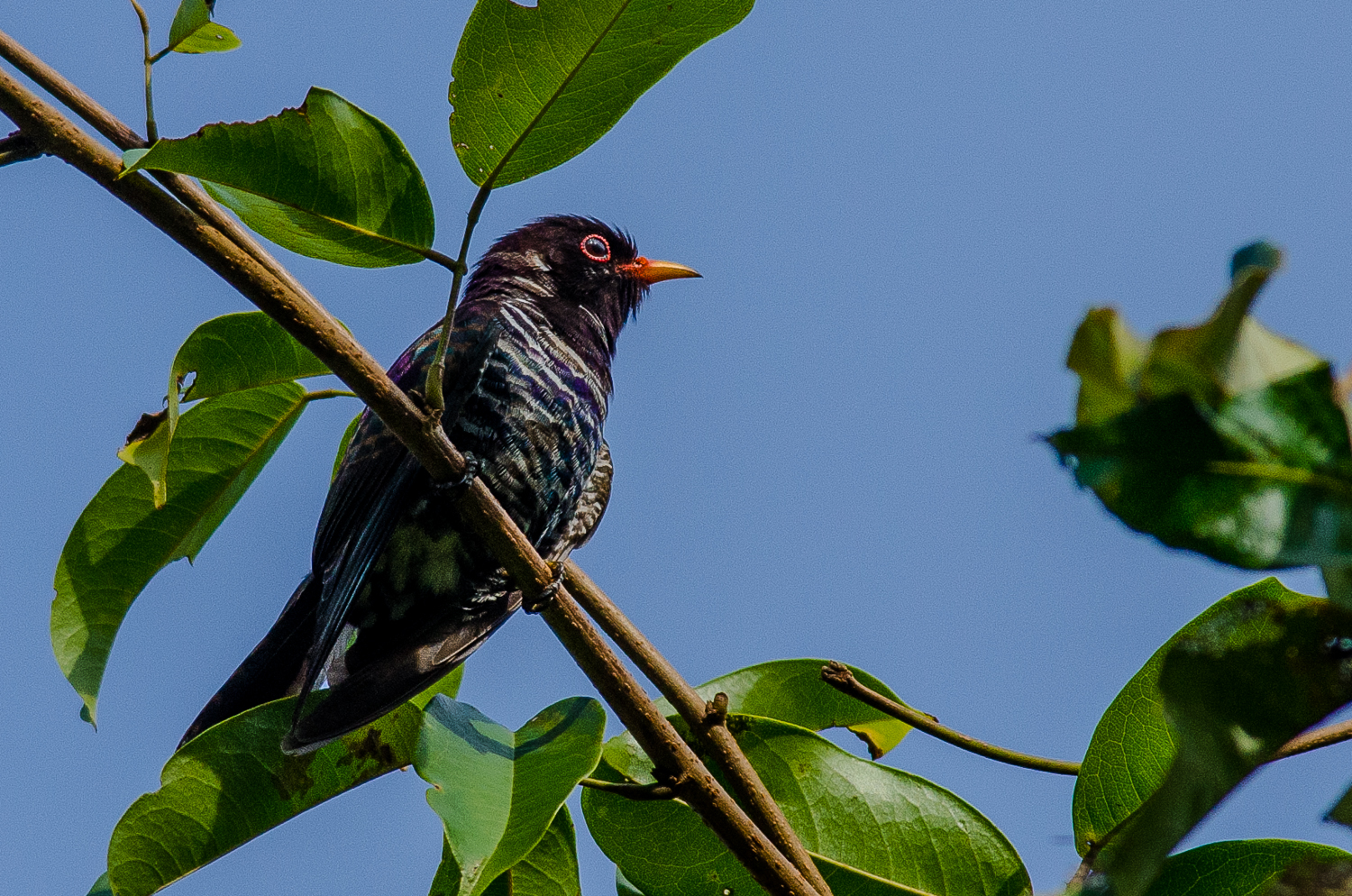
Фіолетовий дідрик

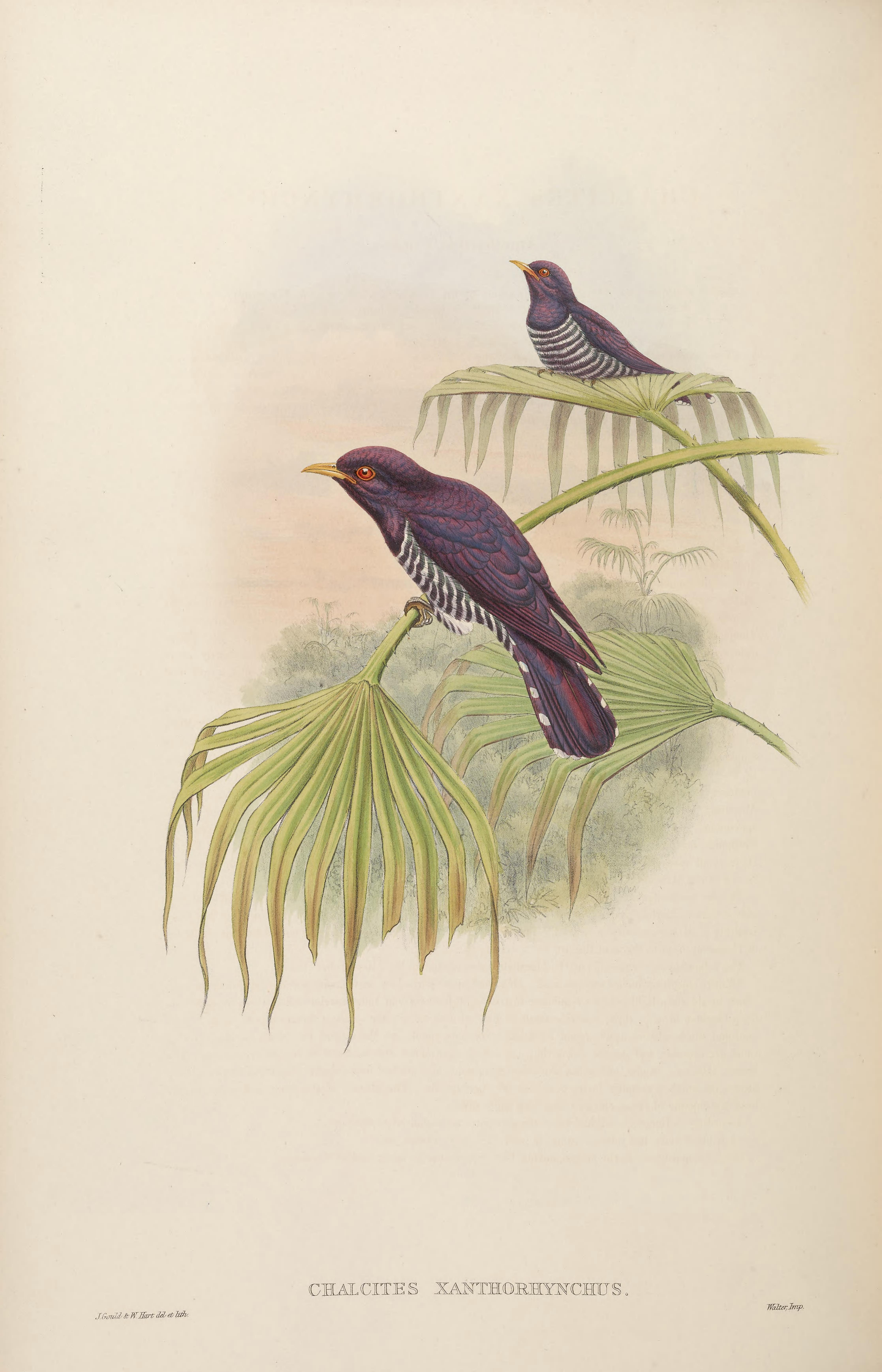
Фіолетові дідрики

Довжина птаха становить 16-17 см. У самців голова і верхня частина тіла яскраво-фіолетові, блискучі. Крила мають іржасто-рудий і зеленуватий відтінок. Стернові пера фіолетові з білими кінчиками, крайні стернові пера смугасті, зелено-руді. Підборіддя і верхня частина грудей яскраво-червонувато-фіолетові, блискучі, живіт білий, поцяткований широкими чорними, зеленими або фіолетовими смугами. Навколо очей червоні кільця. У самців підвиду C. x. amethystinus райдужна пляма на горлі і грудей має синьо-фіолетовий відтінок.
У самиць верхня частина тіла зеленувато-бронзова, пістрява, тім'я темно-коричневе. Навколо очей і на лобі є білі плямки. Центральні стернові пера зеленуваті, а крайні стернові пера руді, поцятковані зеленуватими смугами. горло і нижня частина тіла білуваті, поцятковані бронзово-зеленими смугами і нечіткими рудими плямами. У молодих птахів пера на верхній частині тіла мають зеленувато-бронзовий та іржасто-рудий відтінок. Тім'я у них яскраво-руде, крила плямисті, рудо-зелені або коричневі, хвіст смугастий, нижня частина тіла білувата, поцяткована коричневими смугами

## Підвиди
Виділяють два підвиди:
- C. x. xanthorhynchus (Horsfield, 1821) — від Північно-Східної Індії до південного Індокитаю і Малайського півострова, Суматра, Ява, Калімантан, Палаван і сусідні острови, Андаманські і Нікобарські острови;
- C. x. amethystinus (Vigors, 1831) — Філіппіни (за винятком Палавану).

## Поширення і екологія
Фіолетові дідрики мешкають в Індії, Бангладеш, Китаї, М'янмі, Таїланді, Лаосі, В'єтнамі, Камбоджі, Малайзії, Індонезії і Брунеї та на Філіппінах. На більшій частині ареалу вони ведуть осілий спосіб життя, північні популяції є мігруючими. Фіолетові дідрики живуть у вологих рівнинних тропічних лісах, в мангрових лісах, на плантаціях, в парках і садах. Зустрічаються на висоті до 1500 м над рівнем моря, переважно на висоті до 700 м над рівнем моря. Живляться гусінню і комахами, яких ловлять і вольоті або збирають з рослинності, а також плодами. Як і багато інших видів зозуль, практикують гніздовий паразитизм, відкладаючи яйця в гнізда іншим птахам, зокрема тимеліям, нектаркам і павуколовам.